# Nytva
Nytva (rusky Нытва) je město v Permském kraji v Ruské federaci. Při sčítání lidu v roce 2010 měla přes devatenáct tisíc obyvatel.

## Poloha a doprava
Nytva leží v předhůří Středního Uralu na pravém břehu Votkinské přehradní nádrže na řece Kamě, do které se zde vlévá řeka Nytva.
Do města vede 37 kilometrů dlouhá místní železniční trať ze stanice Čajkovskaja na Transsibiřské magistrále.

## Dějiny
První zmínka o Nytvě je z roku 1623. Původ jména je komijský.
V roce 1756 zde Stroganovové vybudovali huť na měď zvanou Nytvenskij Zavod a pro její provoz vybudovali na Nytvě přehradní nádrž. 
Od roku 1942 je Nytva městem.

### Rodáci
- Vladimir Gennaďjevič Čagin (* 1970), automobilový závodník
- Alexandra Nikolajevna Alikinová (* 1990), biatlonistka